# أحمد خليل (لاعب كرة قدم تونسي)
أحمد خليل (مواليد 21 ديسمبر 1994) هو لاعب كرة قدم تونسي محترف، يلعب مع النادي الإفريقي كلاعب وسط.

## مسيرته
لعب أحمد سابقًا لنادي الشبيبة الرياضية القيروانية، أما حاليًا فيلعب مع النادي الإفريقي.
لعب أولى مبارياته الدولية عام 2016 أمام النيجر، كما كان ضمن قائمة منتخب بلاده المشاركة في كأس الأمم الأفريقية لكرة القدم 2017.

## وصلات خارجية
- أحمد خليل على موقع الاتحاد الدولي (مؤرشف)  (الإنجليزية)
- أحمد خليل على موقع قاعدة بيانات كرة القدم.إي يو (الإنجليزية)
- أحمد خليل على موقع ناشيونال فوتبول تيمز (الإنجليزية)
- أحمد خليل على موقع Soccerway.com (الإنجليزية)
- أحمد خليل على موقع عالم كرة القدم.نت (الإنجليزية)